# Сент Мајкл (Аљаска)
Сент Мајкл (енгл. St. Michael) град је у америчкој савезној држави Аљаска.

## Демографија
По попису из 2010. године број становника је 401, што је 33 (9,0%) становника више него 2000. године.
| Група             | 2000.     | 2010.     |
| Белци             | 24 (6,5%) | 21 (5,2%) |
| Афроамериканци    | 0 (0,0%)  | 0 (0,0%)  |
| Азијати           | 0 (0,0%)  | 0 (0,0%)  |
| Хиспаноамериканци | 1 (0,3%)  | 3 (0,7%)  |
| Укупно            | 368       | 401       |